# Cerkiew Świętych Piotra i Pawła w Wilnie
Cerkiew Świętych Piotra i Pawła (Церковь Первоверховных апостолов Святых Петра и Павла) – drewniana cerkiew prawosławna w Wilnie, położona przy ulicy Kojelavičiaus. Została wzniesiona w pierwszej dekadzie XX wieku. Siedziba parafii.

## Historia
W 1903 powołany został komitet ds. budowy cerkwi prawosławnej w dzielnicy Nowa Wilejka, na czele którego stanęła żona gubernatora miasta Sofia Werionkina. Komitet nabył dwuipółhektarową działkę, jednak nie zdołał już zebrać środków potrzebnych na budowę cerkwi z kamienia. W związku z tym zdecydowano o wzniesieniu (przynajmniej tymczasowo) świątyni drewnianej, która została oddana do użytku 30 marca 1908.
W 1910 Święty Synod zdecydował o wzniesieniu nowej, kamiennej cerkwi w Nowej Wilejce i przekazał część środków na jej budowę, które jednak wpłynęły dopiero we wrześniu 1914. 18 września poświęcona została budowa świątyni, której jednak nie zdołano już ukończyć. We wrześniu 1915 do Wilna weszły oddziały niemieckie, które rozebrały na cegły niedokończony budynek i wykorzystały tak zdobyty materiał do budowy fabryki prochu. Również drewniana cerkiew została zdewastowana i w związku z tym w latach 1918–1923 prawosławni mieszkańcy Nowej Wilejki zostali przypisany do cerkwi św. Eufrozyny Połockiej, a od 1923 do 1933 – do cerkwi Spaskiej. Parafia została odtworzona, a cerkiew gruntownie wyremontowana dopiero dzięki staraniom popa Fiodora Szypicy. W tym czasie również obok cerkwi wzniesiono drewnianą dzwonnicę.
Po przejściu Wilna w ręce radzieckie parafia Świętych Piotra i Pawła została legalnie zarejestrowana w 1947, a w latach 1955–1957 przeprowadzono kapitalny remont cerkwi, w tym budowę nowej dzwonnicy.

## Architektura

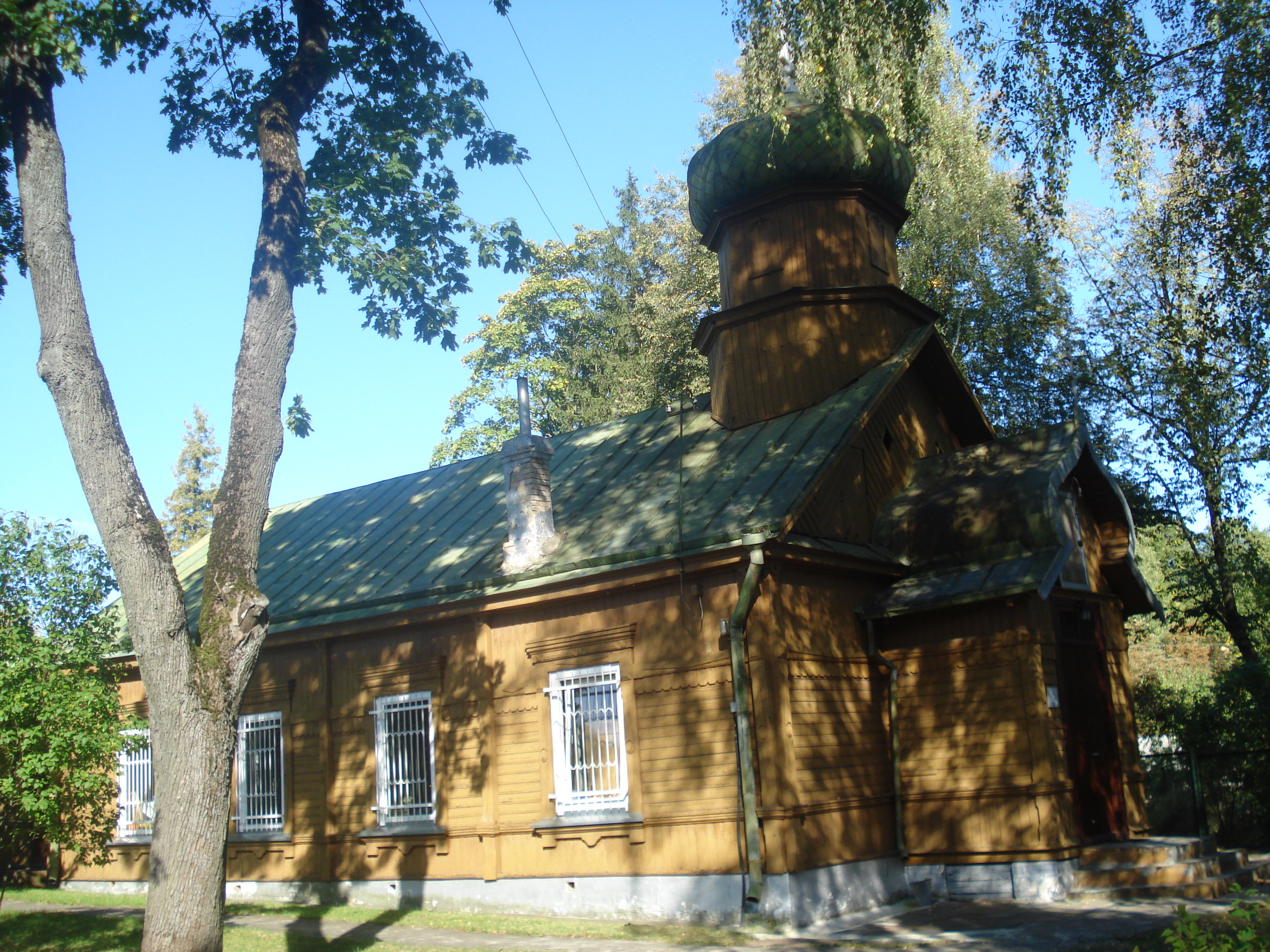
Cerkiew widziana z boku

Cerkiew jest wzniesiona z drewna, jednonawowa, z pojedynczą sygnaturką zwieńczoną cebulastą kopułą z krzyżem położoną za wejściem i przedsionkiem świątyni. Dekoracja zewnętrzna cerkwi jest skromna, ograniczona do obramowań prostokątnych okien (po cztery na bocznych ścianach obiektu) oraz rzeźbionego szczytu nad wejściem do cerkwi. Jedynie dach obiektu jest malowany na zielono. Wyposażenie wnętrza (ikonostas i ikony) pochodzą z pierwszej połowy XX wieku.